# San Pedro de Lloc (distrito)
San Pedro de Lloc é um distrito do Peru, departamento de La Libertad, localizada na província de Pacasmayo.

## Transporte
O distrito de San Pedro de Lloc é servido pela seguinte rodovia:
- PE-1NG, que liga o distrito à cidade de San José
- PE-1N, que liga o distrito de Aguas Verdes (Região de Tumbes) - Ponte Huaquillas/Aguas Verdes (Fronteira Equador-Peru) - e a rodovia equatoriana E50 - à cidade de Lima (Província de Lima) [1][2][3]